# Óscar Rubio Fauria
Óscar Rubio Fauria (Lérida, 14 de mayo de 1984) es un futbolista español. Juega de defensa y su equipo es el Lleida C. F. de la Tercera Federación.

## Trayectoria
Llegó al Nàstic procedente de la U. E. Lleida y firmó por dos campañas, pero después de la primera decidió irse y fichar por el Elche C. F. donde coincidiría con David Vidal, quien ya fuera su entrenador en Lleida.
En el verano de 2010 se convirtió en nuevo jugador del Dinamo de Bucarest, uno de los clubes más importantes de Rumania. En 2011 regresó a España para firmar por el Deportivo Alavés.
A mediados de 2017 fichó por el C. E. Sabadell F. C., equipo con el que ascendió en la temporada 2019-20 a Segunda División tras superar en la final de los playoffs al F. C. Barcelona "B". En el conjunto arlequinado compitió durante cinco campañas, volviendo en julio de 2022 al Club Lleida Esportiu.

## Clubes
| Club                 | País    | Año       |
| -------------------- | ------- | --------- |
| U. E. Lleida         | España  | 2002-2007 |
| Nàstic de Tarragona  | España  | 2007-2008 |
| Elche C. F.          | España  | 2008-2010 |
| Dinamo de Bucarest   | Rumanía | 2010-2011 |
| Deportivo Alavés     | España  | 2011-2014 |
| Cádiz C. F.          | España  | 2014-2015 |
| Club Lleida Esportiu | España  | 2015-2017 |
| C. E. Sabadell F. C. | España  | 2017-2022 |
| Lleida C. F.         | España  | 2022-     |